# 光芒宝宝
光芒寶寶是中華民國建立百年的吉祥物，形象是頭頂有12道光芒、戴著像100的紅眼鏡、披著中華民國國旗的圍巾。又叫「光芒寶寶—洛克〈ROC〉」。设计师为同屬雲科大視覺傳達系畢業的梁瀞文和李鎧安。于2010年12月27日宣布胜出。
在老培的政治漫畫《台灣之胱》有恶搞的人物「洛克·呆玩」。